# Galtonova píšťala

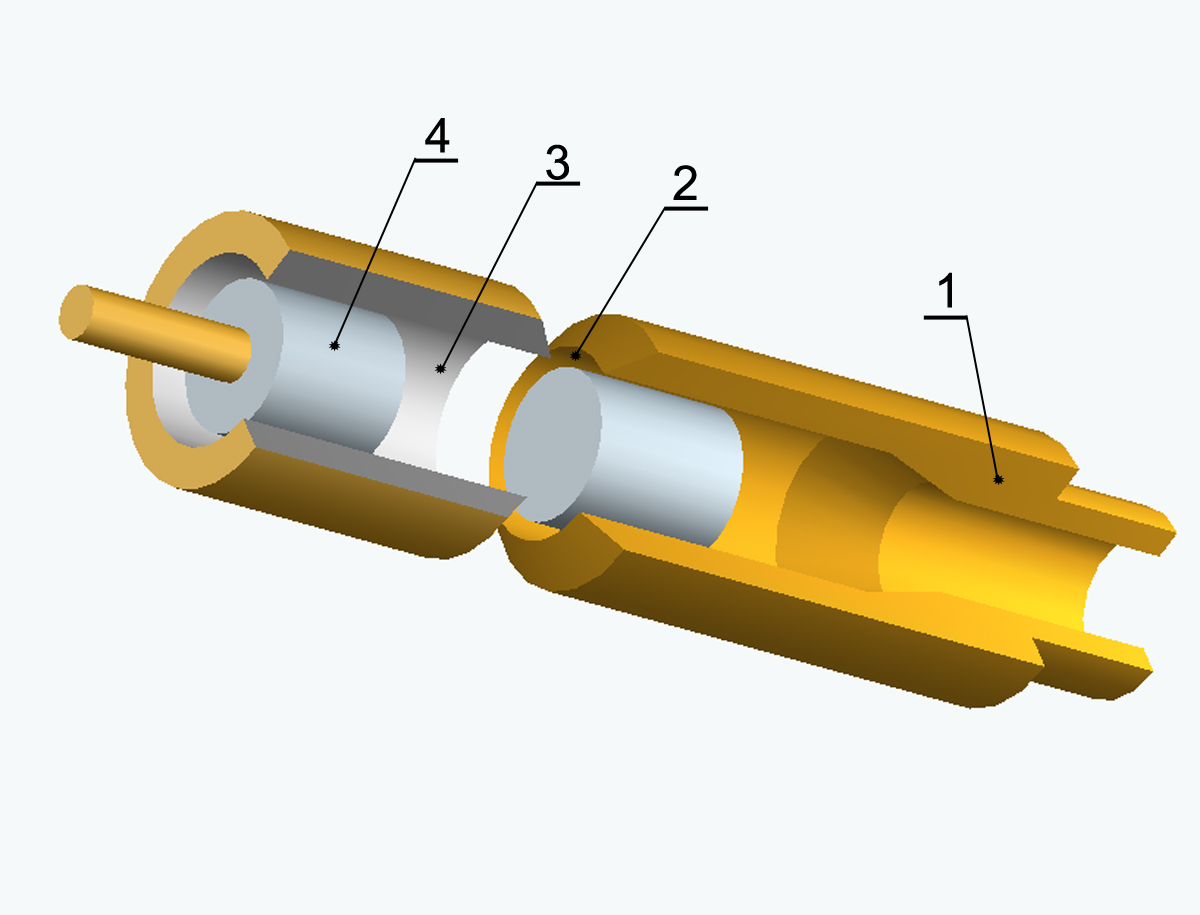
Galtonova píšťala

Galtonova píšťala je druh píšťaly, která se užívá pro psí nebo kočičí výcvik. Její zvuk je pro člověka zčásti neslyšitelný, protože se pohybuje ve frekvenci vyšší než 20 000 hertzů (ultrazvuk). Galtonova píšťala bývá zpravidla konstruována na rozsah od 16 000 Hz do 22 000 Hz. Pes dokáže vnímat zvuky od 30 Hz do 45 000 Hz, kočka od 15 Hz do 50 000 Hz. Píšťalu vynalezl britský psycholog a antropolog sir Francis Galton (1822–1911). 